# LINK (バンド)
LINK（リンク）は横浜市出身のパンクバンドである。1997年結成。2008年11月21日をもって解散するが、2010年に再結成した。

## 概要

### 来歴
1997年8月、高校の同級生で結成。
TIGER HOLE(LOFT RECORDS)に持ってきたデモテープが関係者の耳にとまり、1999年4月21日に発売されたオムニバス「PUNK UP THE VOLUME」に「A MINUTE PASSED」で参加。
2003年、Green Dayのボーカル、ビリー・ジョー・アームストロングからの熱いオファーを受け、ビリーの自主レーベル(Adeline records)
から「THE KIDS ARE ALRIGHT」を全世界同時発売。
2004年、	10月から日本国内19カ所、アメリカ6カ所にてGOLD FIELD TOURを敢行。
2005年、アメリカでのツアーや、イタリアのコンピレーション・アルバムに参加など、ワールドワイドな活動を展開。
2006年1月18日、「素晴らしい世界」で R and Cからメジャー進出。
同年10月14日、メジャー1stアルバムとなる「OVER THE REVOLUTION」を発売。
12月30日、COUNTDOWN JAPANに出演。
2007年4月1日、PUNKSPRINGのRED STAGEにオープニングアクトとして出演。
2008年11月21日、川崎クラブチッタで行われたライブをもって解散。
2010年に再結成を果たし、9月23日のライブをもって復活。

### その他
GOING STEADY、ASIAN KUNG-FU GENERATIONなどのバンドと交流がある。　
GOING STEADYはバンド初となる自主企画「初恋アンドロメダ」でLINKをゲスト出演させ、ボーカルの峯田和伸は「REVOLUTION ROCK」に収録されている「Little Honda」(ザ・ビーチ・ボーイズのカバー)にコーラスで参加している。
同じくASIAN KUNG-FU GENERATIONも自身のアリーナツアー「Tour酔杯2006-2007」にゲストバンドとして招いている。また、ギターボーカルである後藤正文はLINKの復活ライブに弾き語りでゲスト出演した。2019年にはアジカンのシングル「Dororo/解放区」の「解放区」に小森(LINK)がコーラスで参加している。2023年に発表したLINKの「月の花 EP」は後藤正文とLINKの共同プロデュースとなっている。
スピードワゴンの小沢一敬がファンを公言している。

## メンバー
- 柳井良太（ボーカル・ギター）

・「れぼりゅうしょん」としても活動中。
- 小森誠（ボーカル・ベース）
- 山上教経（ドラム・コーラス）

### 旧メンバー
- 猪股ヨウスケ 2005年-2007年(ギター・コーラス)

・現在はDr.DOWNERで活動中。

## ディスコグラフィー

### シングル
- SENSE OF JUSTICE/FLY (1999年5月1日)
- 6 SOUND MINDS IN 6 SOUND BODIES（2000年6月7日）FROTRIPとのスプリットシングル
- FLOWER OF THE SUN（2001年6月6日）
- EARTHSICK（2002年1月10日）
- さらば闇よ (2003年) ワンマンツアーのライブで無料配布
- BREAKDOWN (2004年) ライブ会場限定
- GOLD FIELD（2004年10月9日）ライブ会場限定
- GOLD FIELD e.p. plus（2005年1月15日）
- 素晴らしい世界（2006年1月18日）
- ロマンチックサマー（2006年7月5日）
- 2009 / 2010（2010年9月23日）
- 月吠 / サバイバー（2010年12月11日）
- ニュースタイルブラッドサウンド / WAY TO HELL（2011年3月17日）
- BUBBLE LAUNCHER/PROMISED LAND (2015年4月29日)
- ichigo (2019年8月28日) STARVINGMANとのスプリットシングル
- 月の花 EP (2023年3月1日、CDは3月5日) 配信、限定店舗のみ
- ブライトシティフォーエバー (2023年10月25日) 配信
- シンシャ (2023年11月15日) 配信

### アルバム
- YOU GOT THE LINK（2000年4月5日) ミニアルバム
- HEART ATTACK MACHINE（2000年11月22日）
- REVOLUTION ROCK（2002年3月6日）
- 月面砂漠ローリングロック（2003年3月5日）ミニアルバム
- THE KIDS ARE ALRIGHT（2003年10月31日）アメリカ発売
- GOOD-BYE UNDERWORLD（2005年3月23日）
- OVER THE REVOLUTION（2006年10月14日）
- UPRISING (2007年6月6日) 初期の楽曲を再レコーディングしたベストアルバム
- 夜を超えた音楽と思想（2011年7月20日）
- サマータイムラブ (2018年9月12日) ミニアルバム
- 太陽と月のビートニクス (2023年12月6日)

### DVD
- PEDIGREES TOUR 2005.11.28 at SHIBUYA O-WEST（2006年7月5日）
- 革命オーバーグラウンドTOUR FINAL at SHIBUYA CLUB QUATTRO（2007年11月21日）